# St. Albans
|  | Aquest article tracta sobre la ciutat anglesa. Vegeu-ne altres significats a «Saint Albans». |

St Albans és un municipi del Regne Unit, al sud de la comarca de Hertfordshire (Anglaterra), situat a uns 35,5 km al nord del centre de Londres. Deu el seu nom a l'abadia de Sant Albà, al voltant de la qual va sorgir la ciutat. Anteriorment el territori municipal ja havia estat poblat, a 8 km de l'actual centre urbà estava Verulàmium, que va ser una de les principals ciutats de la Britànnia Romana i el lloc on els catuvel·launs, es fan enfrontar a l'exèrcit de Juli Cèsar el 54 aC,Des que l'any 1974 té la categoria de districte urbà.

## Història
Aquesta àrea va estar poblada antigament per la tribu dels catuvel·launs, que van ser derrotats pels romans. Aquests van construir una gran ciutat anomenada Verulàmium, dotada de totes les comoditats, però quan els romans van abandonar Britànnia, va quedar totalment deserta. La ciutat de St Albans va sorgir al voltant d'una important abadia situada a uns 8 km de l'assentament romà, per a la construcció de la qual es va emprar la pedra dels edificis de Verulanum. Aquesta abadia, es va anar fent gran, la seva primitiva església es va ampliar per a fer una catedral, al costat també s'hi va instal·lar un convent de monges. En la seva escola es van formar homes importants, entre ells el papa Adrià IV.

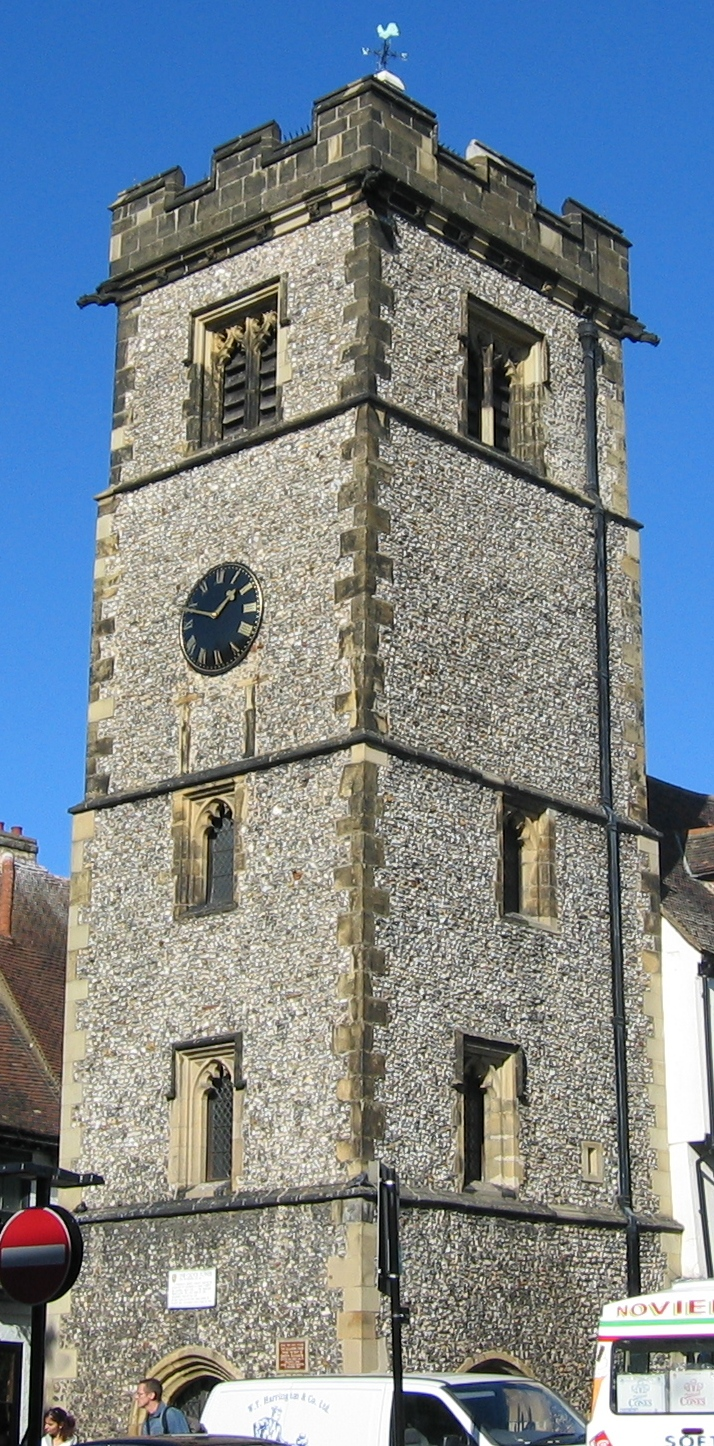
La torre del rellotge.

L'any 1290 la processó funerària d'Elionor de Castella, esposa d'Eduard I d'Anglaterra, va fer parada aquí per passar la nit quan anaven de camí al seu lloc de sepultura. En commemoració es va erigir una creu a la plaça del mercat que va costar 100 lliures. La creu va estar-hi durant anys davant la torre del rellotge, però va ser demolida el 1701. L'any 1872 van posar una font al lloc on havia estat la creu, i més tard la van traslladar a una altra plaça, Victoria Square.
La torre del rellotge, construïda entre el 1403 i el 1412, sembla que es va fer amb la intenció de contrarestar visual i auditivament el poder de l'abat a la ciutat. L'abat Ulsinus va establir un mercat, permís que va ser confirmat pel rei Joan sense Terra el 1202 i també per Eduard VI l'any 1553.
Les disputes entre la població i l'abat van anar empitjorant durant el segle xiii, i aquest va fer construir el 1365 una muralla que separava els edificis monàstics de la resta de la ciutat. Les tensions van tornar a sorgir quan el juny del 1381, van arribar notícies de rebel·lió a Londres. Un grup de ciutadans va viatjar a la capital per demanar al rei que abolís els privilegis de l'abadia; quan van tornar van trobar que l'abat havia fugit i s'havia deixat la porta oberta, llavors van entrar i van cremar algunes coses dels monjos a la plaça del poble. El 16 de juny l'abat va tornar i va signar una document que conferia els seus drets a la junta de ciutadans. La revolta s'estava escampant per altres pobles de la rodalia i, per acabar-la, la justícia va fer penjar els seus dirigents: Wat Tyler i William Grindecobbe.
Durant la guerra de les dues roses es van lliurar dues batalles. La primera batalla de St Albans es va produir el 22 de maig del 1455 i va suposar una derrota per als partidaris de Lancaster. El 17 de febrer del 1461 no va ser al mig de la ciutat sinó a Bernards Heath, una mica al nord, i va resultar una victòria per als de Lancaster.
L'any 1553, en aplicació de la dissolució dels monestirs, l'abadia va ser venuda a la ciutat per 400 lliures i va ser des de llavors l'església parroquial. La capella de la Verge va passar a ser l'escola i la gran portalada es va fer servir com a presó fins al segle xix.
En la guerra civil anglesa (1642–45) la ciutat va fer costat a la facció dels parlamentaris i no en va resultar afectada directament pel conflicte. Durant els segles xviii i xix el creixement va ser lent, un 8-9% per dècada entre el 1801 i el 1861, comparat amb el 31% per dècada a londres en el mateix període. El ferrocarril va arribar relativament tard (1858). El 1869 l'extensió de la ciutat va topar amb els límits de les terres del comte de Verulam, però es va anar guanyant terreny per edificar restant-lo a les terres dels pagesos i, entre el 1891 i el 1901 la població va créixer un 37%. L'any 1877, en resposta a una petició popular, la reina Victòria va concedir el títol de ciutat i el de catedral a l'església de l'antiga abadia.

## Administració

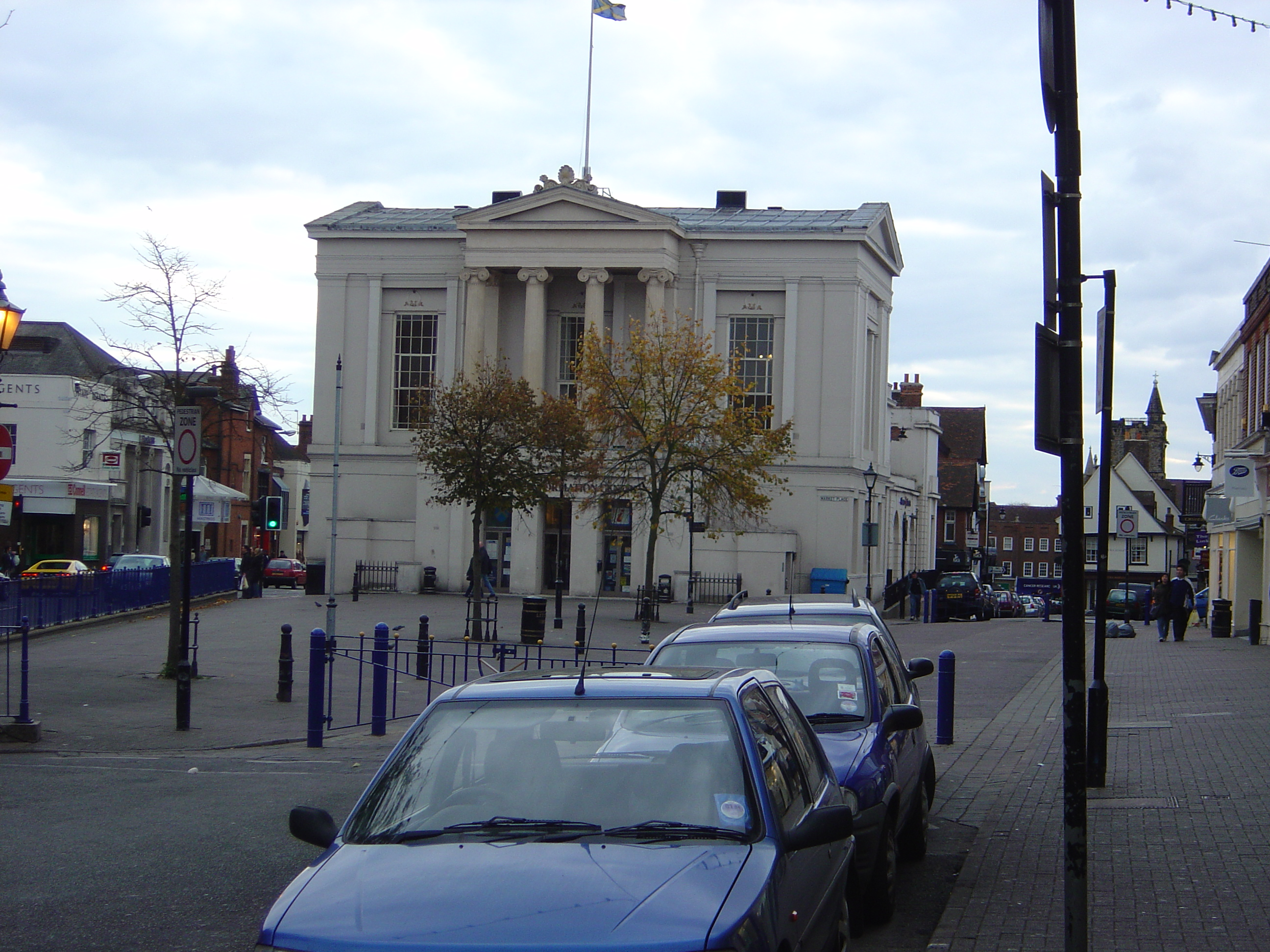
Edifici de l'ajuntament.

El 1539 es va constituir el burg de Sant Albans, que aplegava els territoris de l'antiga abadia, més les parròquies de sant Miquel i de sant Pau. Amb la llei del 1835 els límits es van ampliar per incorporar la parròquia de sant Esteve. El 1887, l'església de l'antiga abadia va ser declarada catedral i Sant Albans va adquirir l'estatus de ciutat (city); en aquesta ocasió els límits es van tornar a ampliar per incloure la parròquia de Sandridge. Amb la llei del 1894 les parròquies abans esmentades van formar un districte rural
Des del 1974 St Albans va esdevenir un districte urbà. L'administració depèn de dos organismes: el Consell del Comtat de Hertfordshire i el del Districte Urbà Ciutat de Saint Albans, cadascun amb competències diferents.

## Clima
St Albans té un clima oceànic segons la classificació de Köppen, semblant al de molts llocs del regne Unit.
| Dades climàtiques a St. Albans Rothamsted, altitud: 128m (1981–2010) | Dades climàtiques a St. Albans Rothamsted, altitud: 128m (1981–2010) | Dades climàtiques a St. Albans Rothamsted, altitud: 128m (1981–2010) | Dades climàtiques a St. Albans Rothamsted, altitud: 128m (1981–2010) | Dades climàtiques a St. Albans Rothamsted, altitud: 128m (1981–2010) | Dades climàtiques a St. Albans Rothamsted, altitud: 128m (1981–2010) | Dades climàtiques a St. Albans Rothamsted, altitud: 128m (1981–2010) | Dades climàtiques a St. Albans Rothamsted, altitud: 128m (1981–2010) | Dades climàtiques a St. Albans Rothamsted, altitud: 128m (1981–2010) | Dades climàtiques a St. Albans Rothamsted, altitud: 128m (1981–2010) | Dades climàtiques a St. Albans Rothamsted, altitud: 128m (1981–2010) | Dades climàtiques a St. Albans Rothamsted, altitud: 128m (1981–2010) | Dades climàtiques a St. Albans Rothamsted, altitud: 128m (1981–2010) | Dades climàtiques a St. Albans Rothamsted, altitud: 128m (1981–2010) |
| Mes                                                                  | gen                                                                  | febr                                                                 | març                                                                 | abr                                                                  | maig                                                                 | juny                                                                 | jul                                                                  | ag                                                                   | set                                                                  | oct                                                                  | nov                                                                  | des                                                                  | anual                                                                |
| -------------------------------------------------------------------- | -------------------------------------------------------------------- | -------------------------------------------------------------------- | -------------------------------------------------------------------- | -------------------------------------------------------------------- | -------------------------------------------------------------------- | -------------------------------------------------------------------- | -------------------------------------------------------------------- | -------------------------------------------------------------------- | -------------------------------------------------------------------- | -------------------------------------------------------------------- | -------------------------------------------------------------------- | -------------------------------------------------------------------- | -------------------------------------------------------------------- |
| Màxima mitjana °C (°F)                                               | 6.7 (44.1)                                                           | 7.0 (44.6)                                                           | 9.9 (49.8)                                                           | 12.7 (54.9)                                                          | 16.1 (61)                                                            | 19.2 (66.6)                                                          | 21.8 (71.2)                                                          | 21.6 (70.9)                                                          | 18.3 (64.9)                                                          | 14.1 (57.4)                                                          | 9.7 (49.5)                                                           | 6.9 (44.4)                                                           | 13.7 (56.7)                                                          |
| Mitjana diària °C (°F)                                               | 4.0 (39.2)                                                           | 4.0 (39.2)                                                           | 6.3 (43.3)                                                           | 8.4 (47.1)                                                           | 11.5 (52.7)                                                          | 14.5 (58.1)                                                          | 16.9 (62.4)                                                          | 16.7 (62.1)                                                          | 14.1 (57.4)                                                          | 10.6 (51.1)                                                          | 6.8 (44.2)                                                           | 4.3 (39.7)                                                           | 9.9 (49.8)                                                           |
| Mínima mitjana °C (°F)                                               | 1.2 (34.2)                                                           | 1.0 (33.8)                                                           | 2.7 (36.9)                                                           | 4.0 (39.2)                                                           | 6.9 (44.4)                                                           | 9.8 (49.6)                                                           | 11.9 (53.4)                                                          | 11.8 (53.2)                                                          | 9.9 (49.8)                                                           | 7.1 (44.8)                                                           | 3.8 (38.8)                                                           | 1.6 (34.9)                                                           | 6.0 (42.8)                                                           |
| Precipitació mitjana mm (polzades)                                   | 67.0 (2.638)                                                         | 47.7 (1.878)                                                         | 49.1 (1.933)                                                         | 54.1 (2.13)                                                          | 52.0 (2.047)                                                         | 52.7 (2.075)                                                         | 48.8 (1.921)                                                         | 62.5 (2.461)                                                         | 57.2 (2.252)                                                         | 81.1 (3.193)                                                         | 75.0 (2.953)                                                         | 65.1 (2.563)                                                         | 712.3 (28.043)                                                       |
| Mitjana de dies de precipitació                                      | 12.1                                                                 | 9.4                                                                  | 10.2                                                                 | 10.2                                                                 | 8.8                                                                  | 8.6                                                                  | 8.0                                                                  | 8.8                                                                  | 8.9                                                                  | 11.0                                                                 | 11.6                                                                 | 11.0                                                                 | 118.5                                                                |
| Mitjana mensual d'hores de sol                                       | 60.6                                                                 | 77.3                                                                 | 111.7                                                                | 159.9                                                                | 193.9                                                                | 199.1                                                                | 207.1                                                                | 199.1                                                                | 143.7                                                                | 113.2                                                                | 69.1                                                                 | 50.6                                                                 | 1.585,3                                                              |
| Font: Met Office                                                     |                                                                      |                                                                      |                                                                      |                                                                      |                                                                      |                                                                      |                                                                      |                                                                      |                                                                      |                                                                      |                                                                      |                                                                      |                                                                      |

## Llocs d'interès
- Museu de Verulamium
- Museu de St Albans
- Catedral St Albans[11]

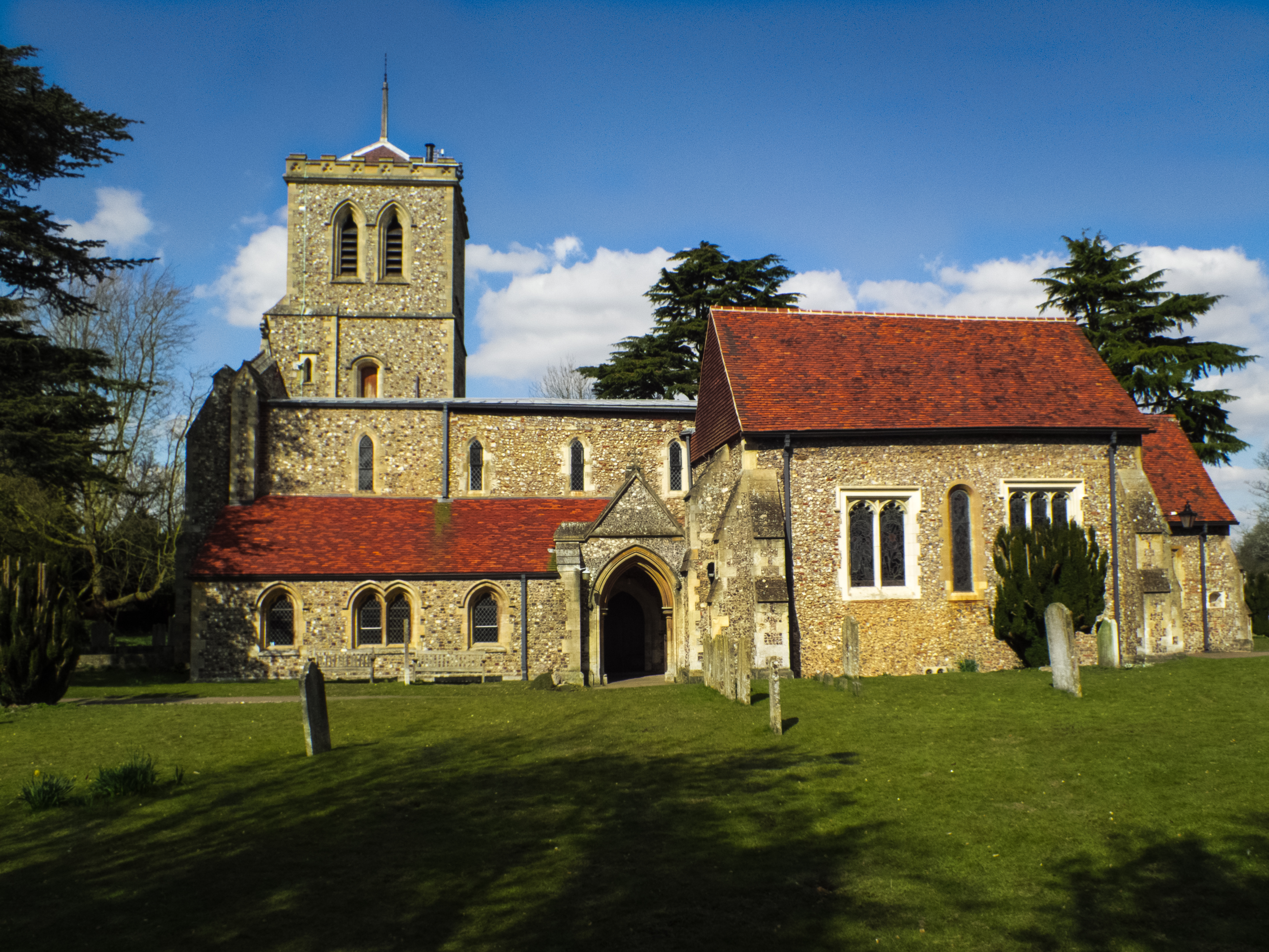
L'església de sant Miquel

- Porta de l'antiga muralla dels monestirs
- Església de sant Miquel
- Verulanum Park
- Clarence Park

## Agermanaments
Saint Albans té relacions d'agermanament amb:
- Fano (Itàlia)
- Worms (Alemanya)
- Nyíregyházaj (Romania)

## Esports

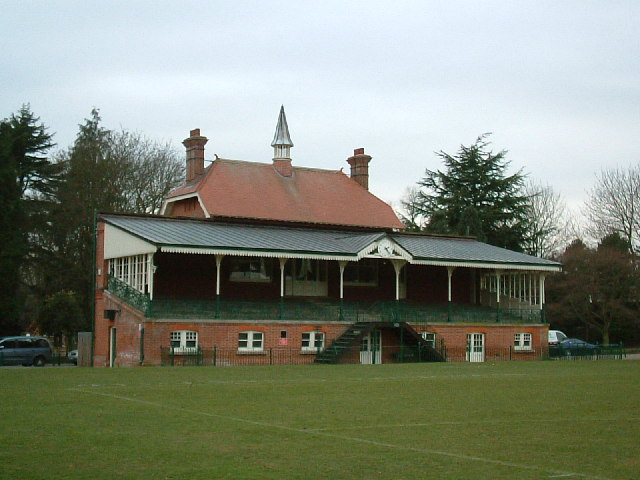
Pavelló de criquet a Clarence Park.

A St Albans es practiquen molts esports, hi ha un club de criquet, un equip de futbol, un club de gimnàstica, el St Albans Centurions Rugby League juga en la primera lliga de rugbi, també hi ha un equip de rugbi femení anomenat Saracens. Altres esports que es practiquen són el patinatge i el parkour.

## Persones rellevants
- Francis Bacon (1561-1626), filòsof i estadista, va viure a Old Gorhambury House, a prop de St. Albans.
- Sarah Churchill (1660-1744), duquessa de Marlborough, va néixer a St. Albans.
- Stephen Hawking (1942-2018), físic, va estudiar a St. Albans.